# Primera División 1935 (Argentina)
La Primera División 1935 è stata la quinta edizione del massimo torneo calcistico argentino e la quinta ad essere disputata con la formula del girone unico.

## Classifica
| Pos | Club                             | G  | V  | N | S  | GF  | GS | P  |
| 1   | Boca Juniors                     | 34 | 27 | 4 | 3  | 98  | 31 | 58 |
| 2   | Independiente                    | 34 | 24 | 7 | 3  | 101 | 38 | 55 |
| 3   | San Lorenzo de Almagro           | 34 | 23 | 3 | 8  | 92  | 45 | 49 |
| 4   | Vélez Sársfield                  | 34 | 19 | 8 | 7  | 77  | 46 | 46 |
| 5   | River Plate                      | 34 | 19 | 6 | 9  | 71  | 47 | 44 |
| 6   | Huracán                          | 34 | 16 | 7 | 11 | 59  | 38 | 39 |
| 7   | Estudiantes de La Plata          | 34 | 14 | 9 | 11 | 78  | 52 | 37 |
| 8   | Ferro Carril Oeste               | 34 | 15 | 6 | 13 | 60  | 66 | 36 |
| 9   | Racing Club de Avellaneda        | 34 | 13 | 5 | 16 | 55  | 58 | 31 |
| 10  | Talleres de Remedios de Escalada | 34 | 11 | 8 | 15 | 60  | 70 | 30 |
| 10  | Lanús                            | 34 | 13 | 4 | 17 | 56  | 79 | 30 |
| 12  | Platense                         | 34 | 11 | 7 | 16 | 49  | 61 | 29 |
| 12  | Gimnasia y Esgrima La Plata      | 34 | 12 | 5 | 17 | 52  | 75 | 29 |
| 14  | Chacarita Juniors                | 34 | 10 | 6 | 18 | 49  | 57 | 26 |
| 15  | Atlanta                          | 34 | 9  | 7 | 18 | 48  | 89 | 25 |
| 16  | Argentinos Juniors               | 34 | 7  | 6 | 21 | 42  | 89 | 20 |
| 17  | Quilmes                          | 34 | 5  | 6 | 23 | 23  | 82 | 16 |
| 18  | Tigre                            | 34 | 3  | 6 | 25 | 38  | 85 | 12 |

### Classifica marcatori
|  | Gol | Marcatore     | Squadra         |
|  | --- | ------------- | --------------- |
|  | 33  | Agustín Cosso | Vélez Sarsfield |